# Abraham Wassenbergh
Abraham Wassenbergh (* 26. November 1897 in Makkum; † 25. August 1992 in Deventer) war ein niederländischer Kunsthistoriker.
Er arbeitete zunächst für den Kunsthandel, 1934 wurde er an der Sorbonne in Paris promoviert. Von 1936 bis 1962 war er Direktor des Fries Museum in Leeuwarden.

## Veröffentlichungen (Auswahl)
- L’art du portrait en Frise au seizième siècle. Leiden 1934 (Dissertation).
- De portretkunst in Friesland in de 17de eeuw. ’s-Gravenhage 1949.
- De portretkunst in Friesland in de zeventiende eeuw. Lochem 1967